# アメリカ銃の謎
『アメリカ銃の謎』（アメリカじゅうのなぞ、The American Gun Mystery ）は、1933年に発表されたエラリー・クイーンの長編推理小説。
エラリー・クイーン（作者と同名の主人公）を探偵役とする一連の作品の中でタイトルに国名が含まれる、いわゆる「国名シリーズ」の第6作。

## あらすじ
バック・ホーンと彼の忠実な馬インジャンは、ハリウッドの初期に多くの西部劇に出演したヒーローだった。ニューヨークのスポーツの殿堂、ザ・コロシアムで開催されるロデオショーに出演し、ロープワーク、ファンシーシューティング、そして彼を有名にした乗馬の妙技を披露していたところだった。スタンドには2万人の観客、ボックス席には探偵エラリー・クイーンをはじめとするセレブたち、そして後世のためにイベントを記録するニュース映画カメラマンが勢ぞろいする中、バックと41人のカウボーイとカウガールは、歓声を上げながら6丁の銃を撃ちながらトラックを駆け回る。
彼らの銃が火を噴いたとき、そこに銃で撃たれた死体が横たわっていた。しかし、被害者のものを含む45挺の銃がどれも凶器でないとしたら、殺害に使われた銃はどこへ消えたのか。
ロデオの出演者、スタッフ、そして有名人にも疑いの目が向けられるが、逮捕に至るまでには、ある重大で不可解な点が説明されなければならない。2万人以上の観客とアリーナ全体を捜索し、イベントのすべてを映像で確認できるにもかかわらず、当の凶器となった銃が見つからない。エラリー・クイーンは、犯人の巧妙な陰謀の詳細を探り、罠を仕掛け、2つの驚くべき驚き-犯人の正体と銃の隠し場所-を明らかにするのである。

## 主な登場人物
- ビル・グラント - ロデオなど西部劇や乗馬ショーを専門にしている乗馬団の座長。
- ベンジー・ミラー - 顔に傷のある流れ者。フリーの馬乗りで、ロデオ出演者として臨時に雇われる。
- バック・ホーン - 被害者。往年の西部劇のスターだった当日のロデオの主役。
- キット・ホーン - バックの養女。孤児だがバックから実の娘同然に育てられる。
- カーリー - ビルの息子。キットと仲が良い。
- ウッディー - 隻腕のロデオスター。
- マラ・ゲイ - ハリウッドの人気女優。
- トミー・ブラック - ボクサー。
- ジュリアン・ハンター - マラの夫。スポーツマンで社交界の花形。
- トニー・マース - コロシアムの創設者。スポーツ興行主。
- カービー少佐 - 退役軍人。ビデオカメラの撮影者。
- プラウティ医師 - ニューヨーク警察の検視官。
- リチャード・クイーン - ニューヨーク警察の警視。エラリーの父。
- エラリー・クイーン - 名探偵で推理作家。クイーン警視とともにホーン事件を捜査する。

## 提示される謎
- 凶器の消失

## 主な日本語訳
- 『アメリカ銃の秘密』 越前敏弥・国弘喜美代訳、角川文庫、2014年。ISBN 978-4041014547
- 『アメリカ銃の謎』 中村有希訳、創元推理文庫、2017年。ISBN 978-4488104412

## 作品の評価
- エラリー・クイーン・ファンクラブ会員40名の採点による「クイーン長編ランキング」[1]で、本作品は17位となっている。